# Obedas proboscidea
Obedas proboscidea är en insektsart som beskrevs av Jacobi 1910. Obedas proboscidea ingår i släktet Obedas och familjen Tropiduchidae. Inga underarter finns listade i Catalogue of Life.